# Post Traumatic (EP)
Post Traumatic je první EP zpěváka a rappera americké rockové skupiny Linkin Park Mikea Shinody. Toto EP, které je Shinodovou první sólovou nahrávkou, vyšlo 25. ledna 2018 u vydávacích společností Warner Bros. a Machine Shop.
EP vyšlo přibližně půl roku po smrti zpěváka Chestera Benningtona. Obsahuje tři písně, které Mike Shinoda složil, aby se vyrovnal se ztrátou svého přítele a vyjádřil vše, čím v tomto období procházel.
Všechny tři písně se dočkaly oficiálních videoklipů a byly zařazeny na studiové album Post Traumatic.

## Seznam skladeb
Všechny skladby napsal(i) Mike Shinoda. 
| Pořadí         | Název                | Délka |
| -------------- | -------------------- | ----- |
| 1.             | "Place to Start"     | 2:13  |
| 2.             | "Over Again"         | 3:51  |
| 3.             | "Watching as I Fall" | 3:31  |
| Celková délka: | Celková délka:       | 9:35  |

## Obsazení
- Mike Shinoda – skladatel, umělecká tvorba, produkce, mixování na singlu „Place to Start“
- Rob Bourdon – perkuse na "Place to Start"
- Manny Marroquin – mixování na singlech "Over Again" a "Watching as I Fall"
- Emerson Mancini – mastering